# Dan Chupong
Dan Chupong, su nombre real es Chupong Changprung, en  tailandés (ชู พง ษ์ ช่าง ปรุง ), pero es más conocido por su nombre occidentalizado  [Dan Chupong] (el nombre es deletreado alternativamente Choopong o Choupong, y el primer nombre es a veces Danny). También es conocido con el sobrenombre de "deaw", nació el  23 de marzo de 1981, en la provincia de Kalasin, es un actor y experto en artes marciales Tailandés, ha sido parte del equipo de especialistas de artes marciales del coreógrafo y experto en artes marciales Panna Rittikrai. Su primer rol en cine fue como el gardaespaldas número 4 en la película Ong-Bak: El guerrero Muay Thai.
A continuación, pasó a papeles protagónicos en las películas  Nacido Para Luchar o Kerd Ma Lui (2004)  y  Guerrero Dinamita (2006). También ha aparecido en Nonzee Nimibutr'S Reina de Langkasuka (2008), Somtum (2008), Ong Bak 2 (2008) y Ong Bak 3 (2010).
Chupong tiene una rutina de ejercicios regulares, que incluye ejecución y gimnasia. Tomó clases de actuación para su papel en Guerrero Dinamita.

## Filmografía
- 2010 Ong Bak 3 como el cuervo
- 2008 Reina de Langkasuka
- 2008 Ong Bak 2 como  el Cuervo
- 2008 Puen yai jon salad
- 2008 Somtum como Inspector Lee
- 2006 Khon fai bin/Guerrero Dinamita como Jone Bang Fai
- 2004 Kerd ma lui/nacido para luchar como Deaw
- 2003 Ong-Bak: El guerrero Muay Thai  como Guardaespaldas número 4

- Datos: Q1159032